# 毛果蒙古葶苈
毛果蒙古葶苈（学名：Draba mongolica var. trichocarpa）是十字花科葶苈属蒙古葶苈的变种。分布于中国大陆的河北、甘肃等地，生长于海拔1,400米至3,900米的地区，多生长于高山阴坡，目前尚未由人工引种栽培。